# Passo Fundo
Passo Fundo é um município brasileiro da região sul, localizado no interior do estado do Rio Grande do Sul. 
É conhecida como "Capital do Planalto Médio", "Capital Nacional da Literatura", "Lugar de ser Feliz" e "Capital do Norte". Seu aniversário é dia 7 de agosto.
Seu solo vermelho (chamado por vezes de terra roxa) virou marca registrada local, que nomeou inclusive o principal estádio da cidade.

## História
O território que hoje constitui a região de Passo Fundo fez parte da célebre Província Jesuítica das Missões Orientais do Uruguai. Foram seus primeiros habitantes os indígenas tupi-guarani e, posteriormente, do grupo jê, com destaque para os kaingangs, chamados de "coroados".  Sustentavam-se da caça, de mel, frutas e do cultivo do milho e do feijão. O município de Passo Fundo, emancipado pela Lei Provincial nº 340, de 28 de janeiro de 1857, e instalado em 7 de agosto do mesmo ano, teve sua formação a partir de 1827, como resultado da ocupação do Planalto Médio e Alto Uruguai, com seu território original abrigando hoje cento e sete municípios do Rio Grande do Sul. Foi batizado com o nome do Rio Passo Fundo, utilizado pelos tropeiros desde o século XVIII.
Para evitar os percalços da antiga estrada que passava  por Viamão e Santo Antônio da Patrulha e rumava em direção às terras paulistanas, abriram-se novos caminhos que cruzavam pelas terras dos pampas. Os tropeiros optaram por adentrar pela campanha, ainda deserta, percorrendo assim um trajeto menos sinuoso entre o sul-riograndense e São Paulo, e vice-versa. A designação do vau, ou seja, do riacho de águas rasantes que permitiam passar a pé, chamado de “passo”, estendeu-se ao respectivo rio e ao lugar de sua localização, um pequeno aglomerado de casas, formado junto à estrada, dando assim origem à atual cidade de Passo Fundo.

### Fundação
Em 1827 foi fundada pelo curitibano cabo Manuel José das Neves a Fazenda Nossa Senhora da Conceição Aparecida, nas terras que recebeu da Comandância Militar de São Borja. Essa fazenda foi a retomada da povoação da região onde hoje fica o município de Passo Fundo. Sua sede ficava na atual Praça Tamandaré. Em um terreno de nove mil metros quadrados doados à Igreja foi erguida em 1835 a Capela de Nossa Senhora da Conceição, onde hoje está a Igreja Matriz Nossa Senhora da Conceição de Passo Fundo. Em 26 de novembro de 1847 foi criada a paróquia como “Freguesia Nossa Senhora da Conceição Bem Aparecida de Passo Fundo”, elevada, então à condição de matriz paroquial.
Em 1830, o capitão Joaquim Fagundes dos Reis foi designado pela Comandância Militar de São Borja para exercer a função de comissário na nascente povoação, sendo assim considerado a primeira autoridade da cidade.
Historiadores apontam fatos que revelam o passado sombrio e doloroso de Passo Fundo.

### Revoluções

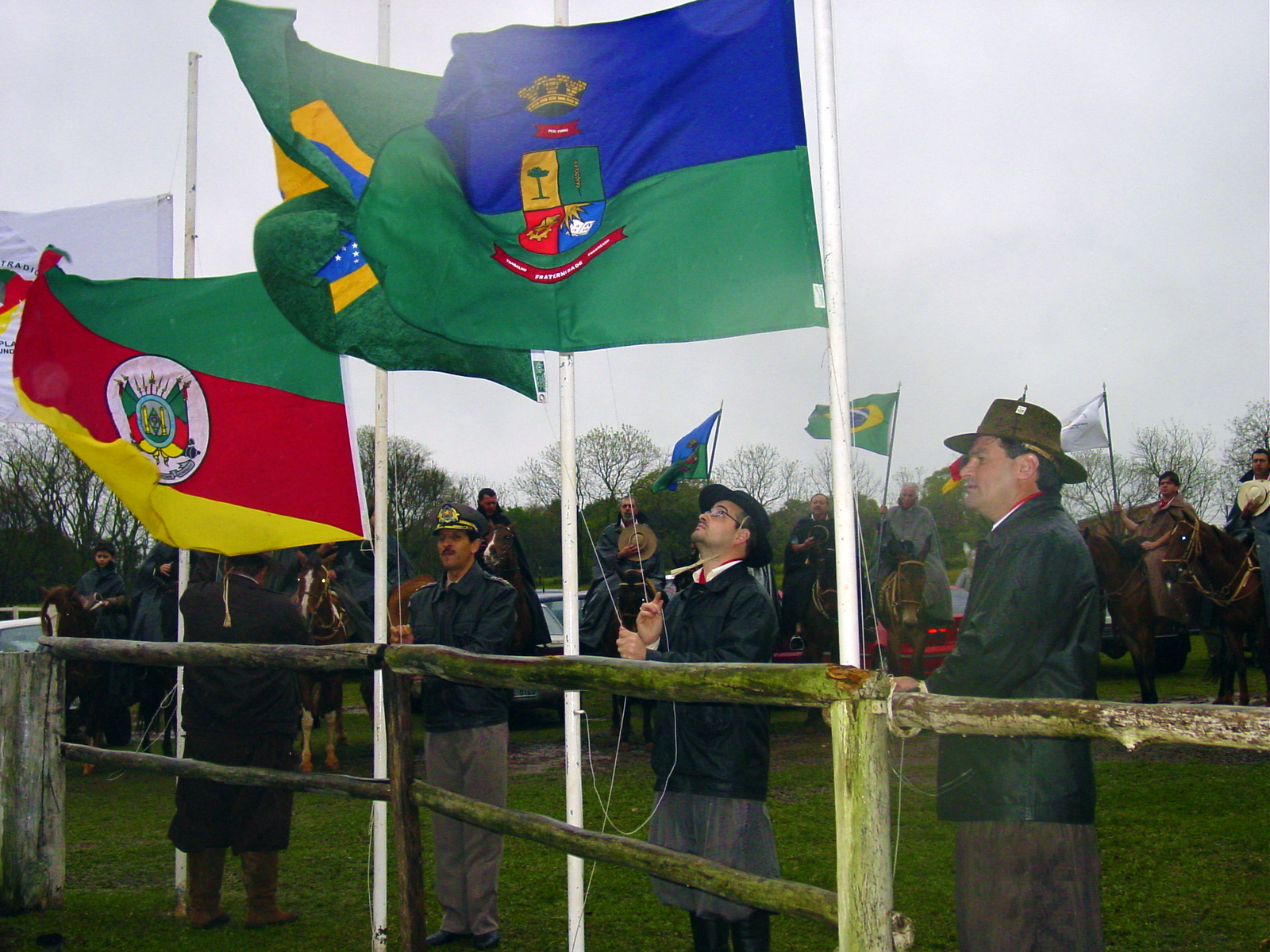
Pavilhões sendo hasteados em comemoração à Semana Farroupilha

A Revolução Farroupilha quase causou o desaparecimento de Passo Fundo. Em 1833, a então freguesia tinha 419 habitantes. 
Quando do fim da revolução, em 1843, restavam cerca de 60 pessoas em precárias condições. 
Desestruturada pelas requisições de mantimentos, gado e cavalos pelas tropas que passaram pela região, reergueu-se e chegou à condição de vila, em 7 de agosto em 1857, quando foi instalada, sob a presidência de Manuel José de Araújo, a Câmara Municipal, com poderes executivos e legislativos.

### O Movimento Republicano
O movimento republicano ganhou corpo em Passo Fundo com o Clube do Toco de Vela, grupo de rapazes que por volta de 1870 passou a reunir-se na ferraria do norte-americano Thomas Canfield, para ler o jornal A Federação e debater seus ideais de igualdade, abolição, democracia e república.
A república finalmente chegou em 1889, mas os republicanos de antes não tomaram as rédeas da política passo-fundense, que continuou sob comando dos velhos coronéis do Partido Conservador, Gervásio Lucas Annes, Coronel Chicuta e o Capitão Lucas Araújo. Anos depois, no final do século, seu território foi palco da Batalha do Pulador, um dos mais sangrentos embates da Revolução Federalista.
Em abril de 1964, o governador Ildo Meneghetti estabeleceu em Passo Fundo o governo do Estado do Rio Grande do Sul, por quatro dias, na Operação Farroupilha, devido ao golpe militar de 1964.
Em 1979 ocorreu a "Revolta dos Motoqueiros, única rebelião no estado liderada por motociclistas, durante o Regime Militar.

## Geografia
Passo Fundo integra atualmente a Região Geográfica Intermediária de Passo Fundo e Região Geográfica Imediata de Passo Fundo.

### Vegetação
Na vegetação, predominam campos abertos com mata nativa do tipo floresta subtropical com araucária e outras espécies de pinheiros e coníferas. Os solos são derivados de derrame basáltico, profundos e bem drenados, pertencentes ao grupo latossolo vermelho, argiloso.

### Distritos
- Bela Vista, com 900 habitantes[23]
- Bom Recreio, com 1 000 hab.[23]
- Passo Fundo (sede), com 162 400 hab. [23]
- Pulador
- São Roque, com 2 200 hab.[23]
- Sede Independência, com cerca de 450 hab.[23][24]

### Clima
| Maiores acumulados de precipitação em 24 horas registrados em Passo Fundo por meses (INMET) | Maiores acumulados de precipitação em 24 horas registrados em Passo Fundo por meses (INMET) | Maiores acumulados de precipitação em 24 horas registrados em Passo Fundo por meses (INMET) | Maiores acumulados de precipitação em 24 horas registrados em Passo Fundo por meses (INMET) | Maiores acumulados de precipitação em 24 horas registrados em Passo Fundo por meses (INMET) | Maiores acumulados de precipitação em 24 horas registrados em Passo Fundo por meses (INMET) |
| Mês                                                                                         | Acumulado                                                                                   | Data                                                                                        | Mês                                                                                         | Acumulado                                                                                   | Data                                                                                        |
| ------------------------------------------------------------------------------------------- | ------------------------------------------------------------------------------------------- | ------------------------------------------------------------------------------------------- | ------------------------------------------------------------------------------------------- | ------------------------------------------------------------------------------------------- | ------------------------------------------------------------------------------------------- |
| Janeiro                                                                                     | 113 mm                                                                                      | 16/01/1996                                                                                  | Julho                                                                                       | 135,7 mm                                                                                    | 10/07/2007                                                                                  |
| Fevereiro                                                                                   | 198 mm                                                                                      | 12/02/1932                                                                                  | Agosto                                                                                      | 112 mm                                                                                      | 18/08/1965                                                                                  |
| Março                                                                                       | 125 mm                                                                                      | 06/03/1939                                                                                  | Setembro                                                                                    | 164,4 mm                                                                                    | 04/09/2023                                                                                  |
| Abril                                                                                       | 174 mm                                                                                      | 28/04/1998                                                                                  | Outubro                                                                                     | 137,6 mm                                                                                    | 01/10/2001                                                                                  |
| Maio                                                                                        | 151,3 mm                                                                                    | 28/05/1992                                                                                  | Novembro                                                                                    | 122,8 mm                                                                                    | 05/11/1997                                                                                  |
| Junho                                                                                       | 110,6 mm                                                                                    | 08/06/2017                                                                                  | Dezembro                                                                                    | 111,3 mm                                                                                    | 11/12/1970                                                                                  |
| Período: 1931-presente                                                                      |                                                                                             |                                                                                             |                                                                                             |                                                                                             |                                                                                             |

Situada em um relevo montanhoso a uma altitude média de 690 metros e com clima temperado, Passo Fundo apresenta um clima subtropical úmido (Cfa), com grande amplitude térmica durante o ano. A temperatura média compensada anual é 18 °C, com máximas em torno de 28 °C em janeiro e 18 °C em julho e mínimas de 18 °C em janeiro e 8 °C em julho. Os verões são moderadamente quentes, com temperaturas máximas que ultrapassam os 30 °C em certos dias.
Os invernos tendem a ser úmidos e amenos, e não raramente durante os picos de frio observam-se temperaturas máximas de apenas um dígito e mínimas por vezes abaixo de 0 °C. Nos meses mais frios é comum a formação de geada e, mais ocasionalmente, a ocorrência de neve. A chuva é bem distribuída durante o ano, sem ocorrência de estação seca.
Segundo dados da estação meteorológica do Instituto Nacional de Meteorologia (INMET) de Passo Fundo, localizada nas dependências da EMBRAPA Trigo, a menor temperatura registrada desde 1931 foi de −5,5 °C em 13 de julho de 1933 e a maior atingiu 38,3 °C em 16 de novembro de 1985. O recorde de precipitação em 24 horas é de 198 mm em 12 de fevereiro de 1932, seguido por 174 mm em 28 de abril de 1998, 164,6 mm em 12 de abril de 1987, 164,4 mm em 4 de setembro de 2023, 161,1 mm em 18 de fevereiro de 1972 e 151,3 mm em 28 de maio de 1992.
| Dados climatológicos para Passo Fundo (EMBRAPA Trigo)                                      | Dados climatológicos para Passo Fundo (EMBRAPA Trigo) | Dados climatológicos para Passo Fundo (EMBRAPA Trigo) | Dados climatológicos para Passo Fundo (EMBRAPA Trigo) | Dados climatológicos para Passo Fundo (EMBRAPA Trigo) | Dados climatológicos para Passo Fundo (EMBRAPA Trigo) | Dados climatológicos para Passo Fundo (EMBRAPA Trigo) | Dados climatológicos para Passo Fundo (EMBRAPA Trigo) | Dados climatológicos para Passo Fundo (EMBRAPA Trigo) | Dados climatológicos para Passo Fundo (EMBRAPA Trigo) | Dados climatológicos para Passo Fundo (EMBRAPA Trigo) | Dados climatológicos para Passo Fundo (EMBRAPA Trigo) | Dados climatológicos para Passo Fundo (EMBRAPA Trigo) | Dados climatológicos para Passo Fundo (EMBRAPA Trigo) |
| Mês                                                                                        | Jan                                                   | Fev                                                   | Mar                                                   | Abr                                                   | Mai                                                   | Jun                                                   | Jul                                                   | Ago                                                   | Set                                                   | Out                                                   | Nov                                                   | Dez                                                   | Ano                                                   |
| ------------------------------------------------------------------------------------------ | ----------------------------------------------------- | ----------------------------------------------------- | ----------------------------------------------------- | ----------------------------------------------------- | ----------------------------------------------------- | ----------------------------------------------------- | ----------------------------------------------------- | ----------------------------------------------------- | ----------------------------------------------------- | ----------------------------------------------------- | ----------------------------------------------------- | ----------------------------------------------------- | ----------------------------------------------------- |
| Temperatura máxima recorde (°C)                                                            | 37,3                                                  | 35,7                                                  | 36                                                    | 33,1                                                  | 30,9                                                  | 27,8                                                  | 28,4                                                  | 31,6                                                  | 33,4                                                  | 35,4                                                  | 38,3                                                  | 37,1                                                  | 38,3                                                  |
| Temperatura máxima média (°C)                                                              | 28,4                                                  | 27,8                                                  | 27,1                                                  | 24,7                                                  | 20,4                                                  | 18,6                                                  | 18,3                                                  | 20,7                                                  | 21,6                                                  | 24,3                                                  | 26,8                                                  | 28,4                                                  | 23,9                                                  |
| Temperatura média compensada (°C)                                                          | 22,3                                                  | 21,8                                                  | 20,8                                                  | 18,3                                                  | 14,7                                                  | 13,1                                                  | 12,5                                                  | 14,4                                                  | 15,6                                                  | 18,2                                                  | 20,2                                                  | 22                                                    | 17,8                                                  |
| Temperatura mínima média (°C)                                                              | 17,7                                                  | 17,4                                                  | 16,4                                                  | 13,9                                                  | 10,8                                                  | 9,5                                                   | 8,6                                                   | 9,9                                                   | 11,2                                                  | 13,6                                                  | 14,9                                                  | 16,9                                                  | 13,4                                                  |
| Temperatura mínima recorde (°C)                                                            | 7,6                                                   | 5,8                                                   | 4,5                                                   | 1,6                                                   | −1,5                                                  | −2,7                                                  | −5,5                                                  | −2,9                                                  | −2,5                                                  | 2,8                                                   | 3,5                                                   | 6,5                                                   | −5,5                                                  |
| Precipitação (mm)                                                                          | 173,7                                                 | 146,9                                                 | 137,3                                                 | 140,2                                                 | 153,5                                                 | 158,1                                                 | 163                                                   | 130,8                                                 | 165,5                                                 | 239,4                                                 | 160,1                                                 | 162,2                                                 | 1 930,7                                               |
| Dias com precipitação (≥ 1 mm)                                                             | 11                                                    | 10                                                    | 9                                                     | 8                                                     | 8                                                     | 9                                                     | 9                                                     | 8                                                     | 10                                                    | 11                                                    | 9                                                     | 10                                                    | 112                                                   |
| Umidade relativa compensada (%)                                                            | 73,5                                                  | 75,3                                                  | 73,8                                                  | 72,8                                                  | 76,4                                                  | 78,9                                                  | 76,3                                                  | 71,7                                                  | 72,5                                                  | 71,6                                                  | 65,1                                                  | 67,3                                                  | 72,9                                                  |
| Insolação (h)                                                                              | 239                                                   | 207,2                                                 | 209,6                                                 | 189,3                                                 | 173,7                                                 | 150,5                                                 | 176,8                                                 | 182,1                                                 | 165,2                                                 | 184,9                                                 | 233,1                                                 | 248,9                                                 | 2 360,3                                               |
| Fonte: INMET (normal climatológica de 1991-2020; recordes de temperatura a partir de 1931) |                                                       |                                                       |                                                       |                                                       |                                                       |                                                       |                                                       |                                                       |                                                       |                                                       |                                                       |                                                       |                                                       |

## Economia

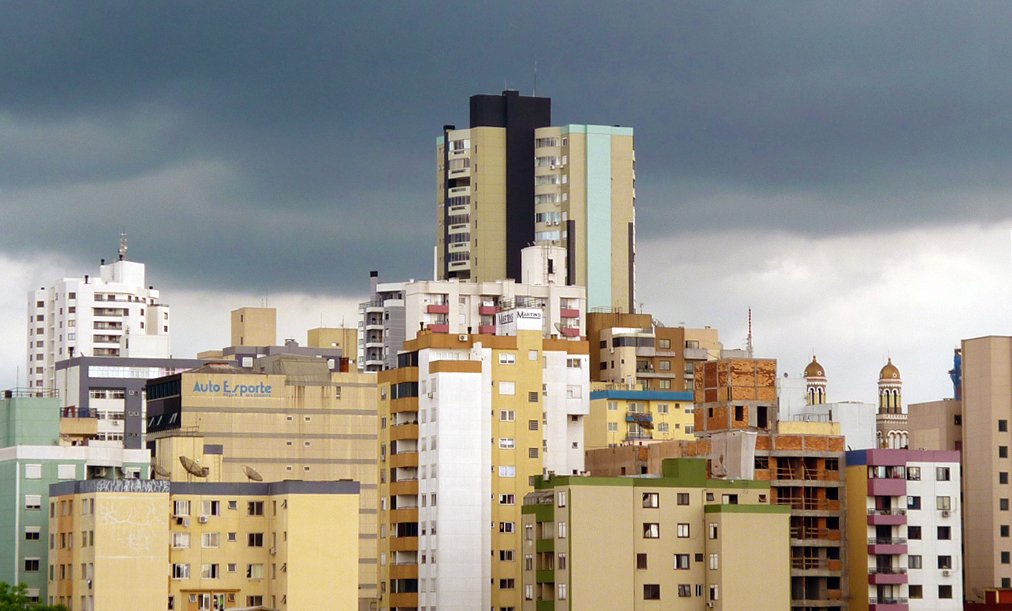
Centro de Passo Fundo

Passo Fundo possui mais de 44 mil empresas atuantes, segundo o Redesim. A base econômica do município se concentra fundamentalmente na agropecuária e no comércio, além de contar com forte setor em saúde e educacional (universitário).
A produção e a renda estão centradas nos setores do comércio, sobretudo o varejista, e de serviços, responsável por mais de 70% dos empregos.
O PIB do município, em 2021 (IBGE), foi de R$ 12.559.654,049 e a renda per capita de R$ 60.905,63.

## Política
Ver também: Lista de prefeitos de Passo Fundo
A Câmara Municipal de Vereadores de Passo Fundo foi criada e instalada em 07 de agosto de 1857, quando a cidade foi elevada à categoria de vila, acumulando poderes executivos e legislativos até a promulgação da Constituição de 1891. De 1892 a 1930 o chefe do executivo municipal era o intendente, passando a denominar-se prefeito após 1930.
Lista de intendentes municipais de Passo Fundo:
| Nº | Intendente                  | Início do mandato | Fim do mandato |
| -- | --------------------------- | ----------------- | -------------- |
| 1  | Frederico Guilherme Kurtz   | 18/08/1892        | 17/04/1893     |
| 2  | Gabriel Bastos              | 17/04/1893        | 16/12/1893     |
| 3  | Gervásio Lucas Annes        | 16/12/1893        | 16/11/1900     |
| 4  | Pedro Lopes de Oliveira     | 16/11/1900        | 27/06/1904     |
| 5  | Afonso Caetano de Souza     | 27/06/1904        | 15/11/1904     |
| 6  | Pedro Lopes de Oliveira     | 15/11/1904        | 16/11/1908     |
| 7  | Gervásio Lucas Annes        | 16/11/1908        | 16/11/1912     |
| 8  | Pedro Lopes de Oliveira     | 16/11/1912        | 16/11/1920     |
| 9  | Nicolau de Araújo Vergueiro | 16/11/1920        | 16/11/1924     |
| 10 | Armando Araújo Annes        | 16/11/1924        | 16/11/1928     |
| 11 | Nicolau de Araújo Vergueiro | 16/11/1928        | 16/05/1930     |

Lista de prefeitos municipais de Passo Fundo:
| Nº | Prefeito                             | Início do mandato | Fim do mandato |
| -- | ------------------------------------ | ----------------- | -------------- |
| 1  | Henrique Scarpelini Ghezzi           | 16/05/1930        | 21/10/1932     |
| 2  | Armando Araújo Annes                 | 21/10/1932        | 03/12/1934     |
| 3  | Maximiliano de Almeida               | 03/12/1934        | 17/10/1935     |
| 4  | Nelson Pereira Ehlers                | 17/10/1935        | 06/01/1938     |
| 5  | Antero Marcelino da Silva Júnior     | 06/01/1938        | 22/03/1938     |
| 6  | Victor Graeff                        | 07/12/1941        | 24/08/1944     |
| 7  | Raul Cauduro                         | 24/08/1944        | 28/10/1944     |
| 8  | Arthur Ferreira Filho                | 28/10/1944        | 21/11/1945     |
| 9  | Francisco Antonino Xavier e Oliveira | 21/11/1945        | 19/02/1946     |
| 10 | Arthur Ferreira Filho                | 19/02/1946        | 03/02/1947     |
| 11 | Ivo Pio Brum                         | 03/02/1947        | 01/12/1947     |
| 12 | Armando Araújo Annes                 | 01/12/1947        | 01/01/1952     |
| 13 | Daniel Dipp                          | 01/01/1952        | 02/01/1955     |
| 14 | Mário Menegaz                        | 02/01/1955        | 01/01/1956     |
| 15 | Wolmar Salton                        | 01/01/1956        | 01/01/1960     |
| 16 | Benoni Rosado                        | 01/01/1960        | 01/01/1964     |
| 17 | Mário Menegaz                        | 01/01/1964        | 31/01/1969     |
| 18 | César José dos Santos                | 01/02/1969        | 05/05/1970     |
| 19 | Guaracy Barroso Marinho              | 06/05/1970        | 31/01/1973     |
| 20 | Edu Vila de Azambuja                 | 01/02/1973        | 31/01/1977     |
| 21 | Wolmar Salton                        | 01/02/1977        | 16/01/1981     |
| 22 | Firmino da Silva Duro                | 17/01/1981        | 16/01/1983     |
| 23 | Fernando Machado Carrion             | 01/02/1983        | 31/12/1988     |
| 24 | Airton Lângaro Dipp                  | 01/01/1989        | 31/11/1992     |
| 25 | Carlos Armando Salton                | 03/12/1992        | 31/12/1992     |
| 26 | Osvaldo Gomes                        | 01/01/1993        | 31/12/1996     |
| 27 | Júlio César Canfild Teixeira         | 01/01/1997        | 31/12/2000     |
| 28 | Osvaldo Gomes                        | 01/01/2001        | 31/12/2004     |
| 29 | Airton Lângaro Dipp                  | 01/01/2005        | 31/12/2008     |
| 29 | Airton Lângaro Dipp                  | 01/01/2009        | 31/12/2012     |
| 30 | Luciano Azevedo                      | 01/01/2013        | 31/12/2017     |
| 30 | Luciano Azevedo                      | 01/01/2018        | 31/12/2020     |
| 31 | Pedro Almeida                        | 01/01/2021        | 31/12/2024     |

### Cidades-irmãs
- Ostia, Roma, Itália [33]

## Infraestrutura
A cidade conta com uma boa infraestrutura de hotéis, lojas de vestuário e eletrodomésticos, shopping center, boates, restaurantes, cinemas, livrarias e teatros. Em setembro de 2009 foi inaugurada a expansão do Bella Città Shopping (empreendimento no centro do município), que o tornou o maior em área construída do interior do Rio Grande do Sul. Passo Fundo também conta com o Bourbon Shopping, localizado na Avenida Brasil, e com o Passo Fundo Shopping, situado na Avenida Presidente Vargas.
Bella Cittá, Bourbon e Passo Fundo Shopping são os três maiores shoppings centers da Região Norte do Rio Grande do Sul.

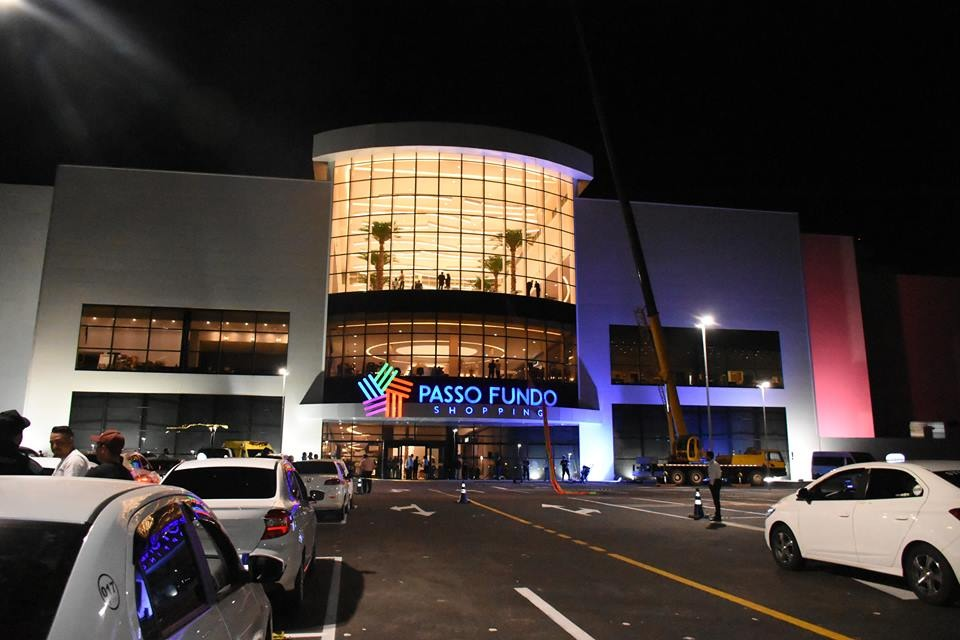
Passo Fundo Shopping

### Saúde
Passo Fundo é considerado polo de saúde, possuindo nove hospitais que atuam em diversas áreas da medicina. Além disso é considerado como terceiro maior centro médico do sul do Brasil. A cidade conta com um dos maiores e mais modernos centros de radiologia e radioterapia do sul Brasileiro, no Hospital São Vicente de Paulo, sendo esse hospital também, o maior do interior do Rio Grande do Sul. Possui ainda o único banco de tecido ósseo do Rio Grande do Sul.

### Educação

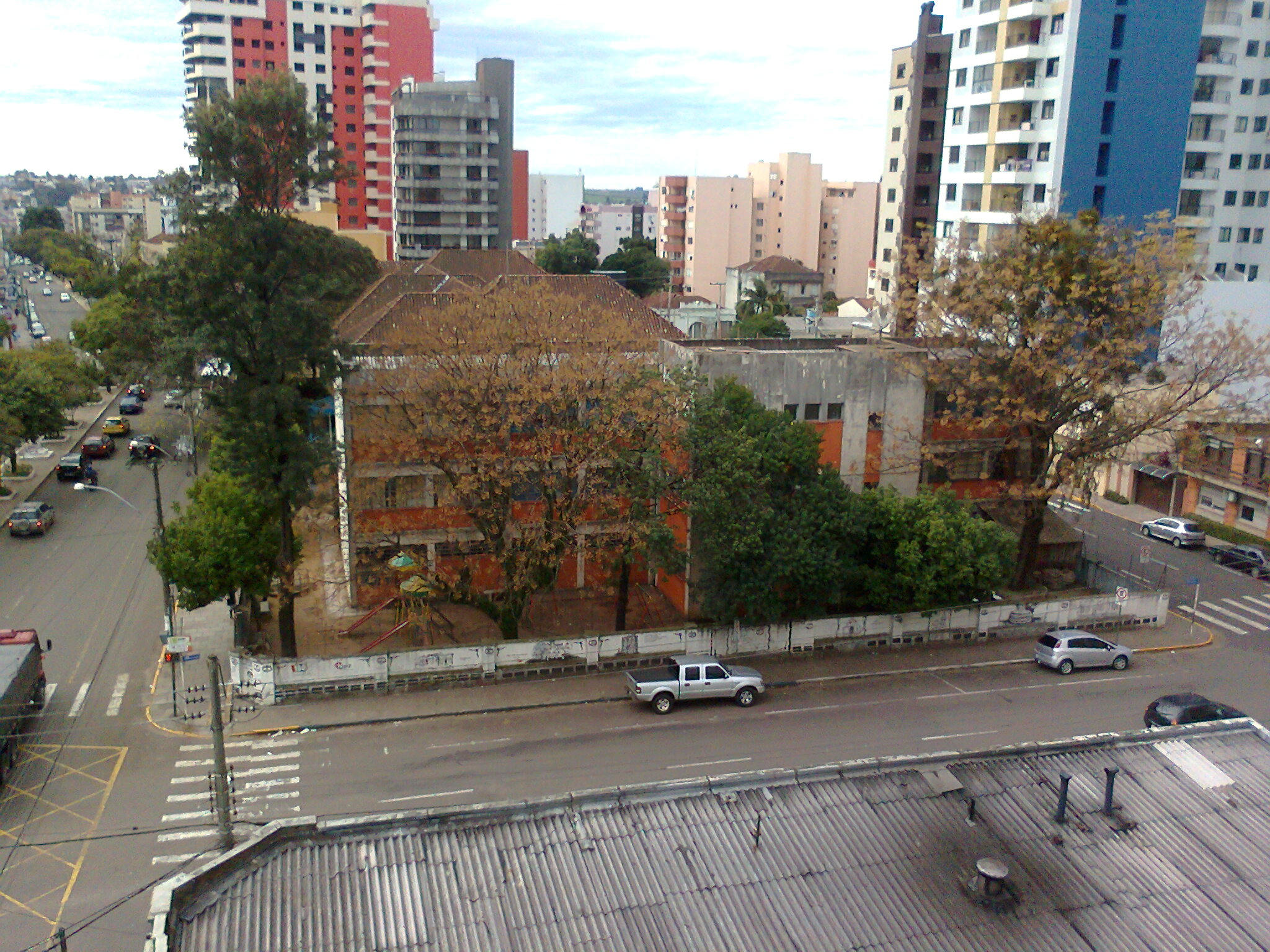
Escola Protásio Alves.

A taxa de analfabetismo, em torno de 2,18%, é inferior à taxa média do Brasil, de aproximadamente 11,40% (PNAD/2004).
O município conta com 73 escolas públicas (34 estaduais e 39 municipais) e 9 particulares. Possui ainda nove instituições de ensino superior: a Faculdade Meridional (IMED), Universidade de Passo Fundo (UPF), localizada na BR-285, a Universidade Federal da Fronteira Sul (UFFS) - Campus Passo Fundo, Faculdade Anhanguera de Passo Fundo, Faculdade Anglo-Americana, a Universidade Norte do Paraná (Unopar) - Pólo Passo Fundo, Faculdade Senac e ainda o Instituto Federal de Educação, Ciência e Tecnologia Sul-rio-grandense (IFSul) - Câmpus Passo Fundo.
A Universidade de Passo Fundo é conhecida nacionalmente, e é nela que se realizam, a cada dois anos, as Jornadinhas e as Jornadas de Literatura, e trazem de diversas partes do mundo autores de livros importantíssimos.
Entre as escolas mais importantes destacam-se as particulares Colégio Salvatoriano Bom Conselho, Colégio Notre Dame, o Instituto Educacional de Passo Fundo, Instituto Menino Deus, Colégio Marista Conceição e entre as estaduais o Colégio Joaquim Fagundes dos Reis, o Instituto Cecy Leite Costa, o Colégio Protásio Alves e a Escola Nicolau de Araújo Vergueiro (EENAV), sendo esta última a segunda maior escola pública do estado. Além do Colégio Tiradentes da Brigada Militar, Referência na educação de Passo Fundo.
A Faculdade Meridional (IMED) foi criada no ano de 2004 pela portaria número 4.364, de 29 de dezembro. No ato de sua criação foi autorizado o curso de direito. No ano de 2007, foram autorizados os cursos de psicologia, administração, sistemas de informação e tecnólogo em gestão pública. Em 2010 iniciaram os cursos de graduação em arquitetura e urbanismo e odontologia.
A Universidade de Passo Fundo possui uma rede de bibliotecas que totaliza um acervo de 92.434 títulos de livros e 227.232 exemplares e 2.808 títulos correntes de periódicos. Já o acervo da Biblioteca Central corresponde a 53.553 títulos e 133.558 exemplares, 254 unidades de CD-ROM, 27 títulos de revistas em CD-ROM e 830 normas técnicas da ABNT.

### Transporte

#### Rodoviário

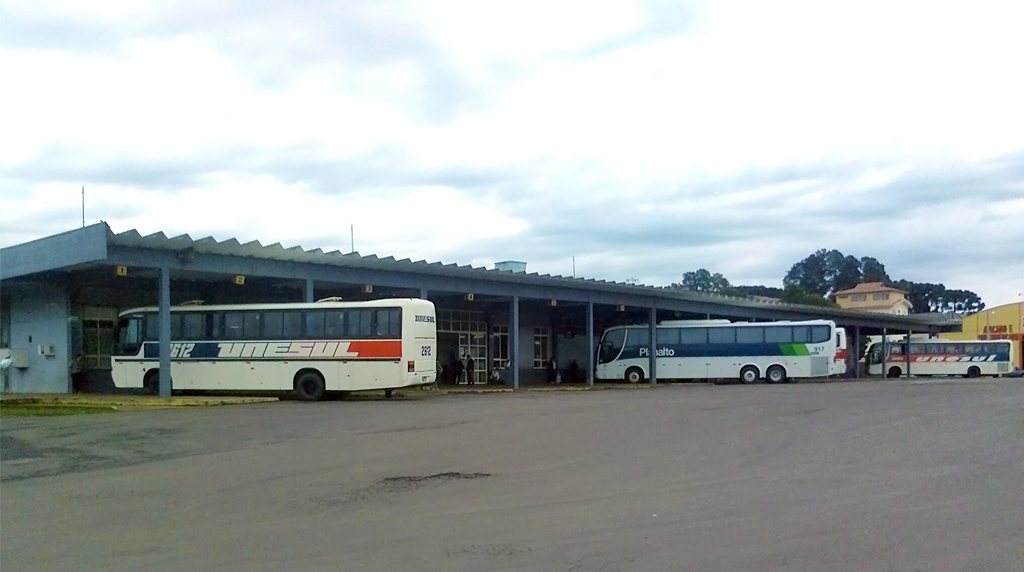
Rodoviária de Passo Fundo.

A Estação Rodoviária conta com diversas linhas que atendem destinos regionais e interestaduais, funcionando 24 horas por dia. Com 16 plataformas, atende todos os tipos de ônibus, desde micro-ônibus até double decker. Possui guarda-volumes, sala de espera, restaurante e estacionamento.
Algumas empresas operadoras: Unesul, Ouro e Prata, Planalto, Hélios, Real, Reunidas, Lopes Sul, Valtur, Mingotti, Santa Cruz, Brasil Sul, Expresso Nordeste e Pluma.
A maioria dos embarques e desembarques são indo e vindo do resto do estado do Rio Grande do Sul, em especial Porto Alegre, Caxias do Sul, Santa Maria, Erechim, Carazinho, Lagoa Vermelha e Vacaria. Nos deslocamentos interestaduais tem destaque linhas até Santa Catarina, Paraná, São Paulo, Rio de Janeiro, Mato Grosso do Sul e Mato Grosso.

#### Ferroviário
Passo Fundo conta com uma Estação Ferroviária e com um pátio, ambos oriundos da Rede Ferroviária Federal (RFFSA) e estando hoje concedidos à Rumo Logística para o transporte de cargas. Entretanto, o transporte de passageiros na região, de caráter regional, encontra-se desativado desde a década de 1980. A nova estação de Passo Fundo foi inaugurada em 1982, na linha que parte da cidade para Roca Sales (Ferrovia do Trigo), após a retirada dos trilhos do centro da cidade, substituindo a antiga estação inaugurada em 1898. A velha estação hoje constitui o Parque da Gare.

#### Aeroviário
O Aeroporto de Passo Fundo - Lauro Kortz (IATA: PFB, ICAO: SBPF), é um aeródromo localizado no município brasileiro de Passo Fundo, estado do Rio Grande do Sul. No mesmo município está localizado o Aeroclube de Passo Fundo (SSAQ). Em 2007 o aeroporto passou por uma reforma geral, que incluiu ampliações. Está situado às margens da BR-285 (saída para Mato Castelhano), próximo ao Parque da Efrica, a 8 km da zona urbana de Passo Fundo, com uma capacidade anual de 200 mil passageiros.
Em 2013 cerca de 80 mil passageiros passaram pelo aeroporto, representando um acréscimo de mais de 50% no número de passageiros embarcados e desembarcados em relação a 2012. Em comparação com 2011, a diferença é superior a 80%.Iniciadas em 2020 e entregues em 2022, as obras de reforma e modernização contemplam um novo terminal de 2.295 metros quadrados, menor apenas que os aeroportos Salgado Filho, em Porto Alegre, e de Caxias do Sul. O novo terminal passou a ter capacidade de processar 300 passageiros nos horários de pico; antes eram 48.

## Demografia

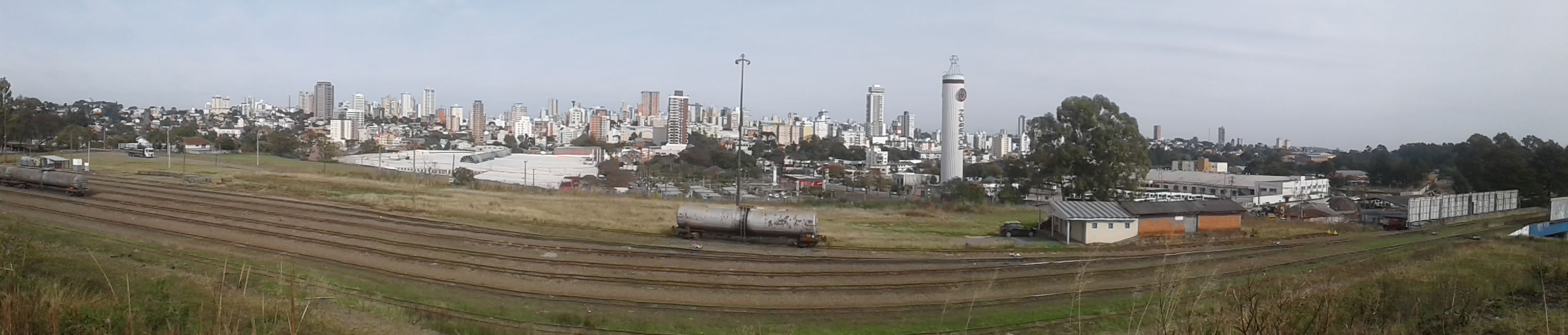
Vista geral de Passo Fundo

Considerada cidade média, Passo Fundo é a mais populosa do norte gaúcho. Ela possui uma população de 206 103 habitantes em 2021 segundo o Instituto Brasileiro de Geografia e Estatística (IBGE), o que coloca a cidade no quesito população na posição 153º no país, com densidade demográfica de 263,1 hab/km².

### Composição étnica
No censo de 2010, a população de Passo Fundo era composta de 153 608 brancos (83,11%), 26 335 pardos (14,25%) 4 185 pretos (2,26%) 570 amarelos (0,31%) e 128 indigenas (0,07%)

## Arte e cultura

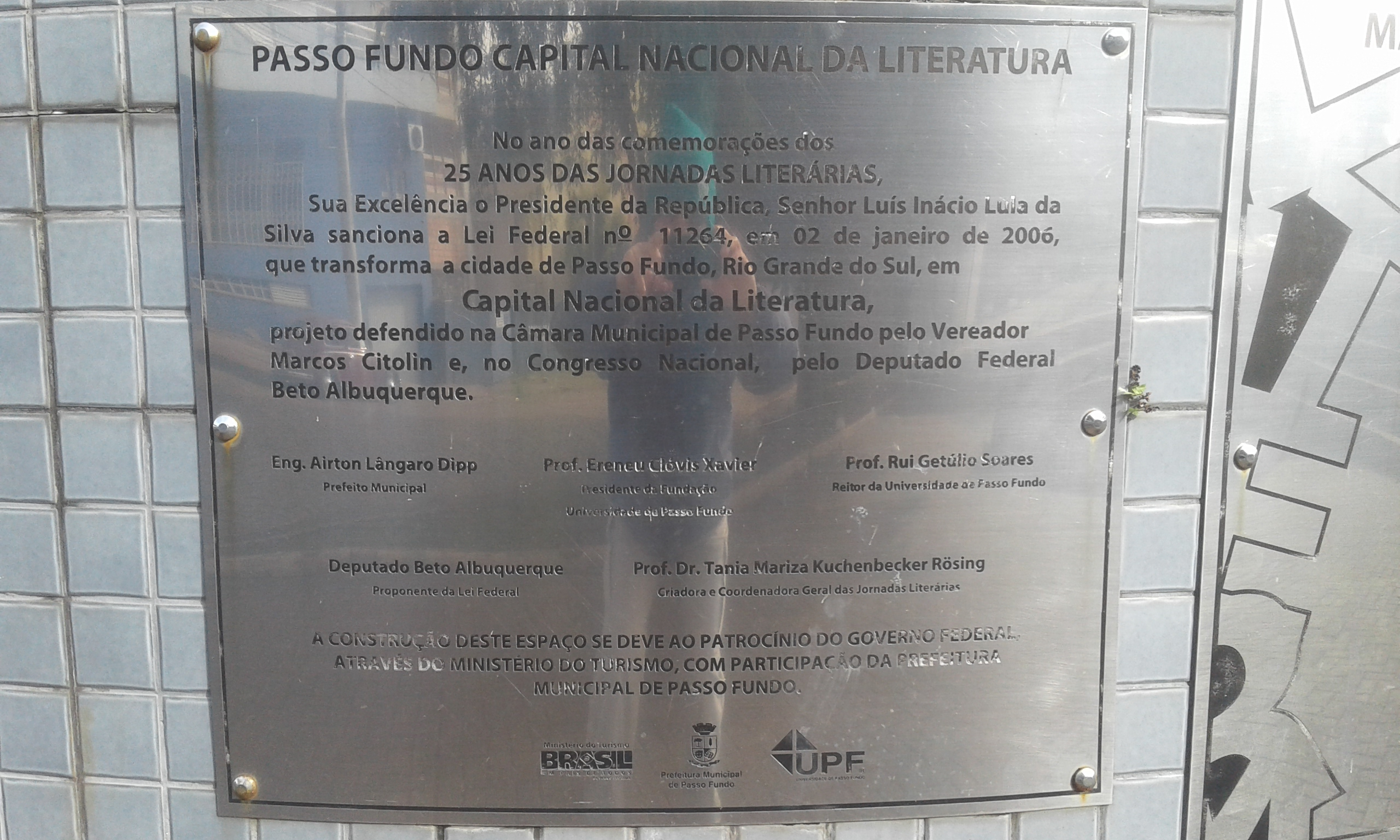
Placa da comemoração de Passo Fundo como Capital Nacional da Literatura

### Capital Nacional da Literatura
Desde o ano de 1981 Passo Fundo sedia, bienalmente, a Jornada Nacional de Literatura. O evento foi ganhando proporções até que, no dia 2 de janeiro de 2006 o presidente da República sancionou a Lei 11.264, que confere à cidade gaúcha o título de Capital Nacional da Literatura.

### Bibliotecas
Passo fundo conta com uma biblioteca municipal denominada "Biblioteca Pública Arno Viuniski", que conforme a lista do Sistema Nacional de Bibliotecas Públicas foi fundada em 2 de abril de 1940, contando com um acervo de mais de 40 mil livros.